# St. Adalbert (Hannover)

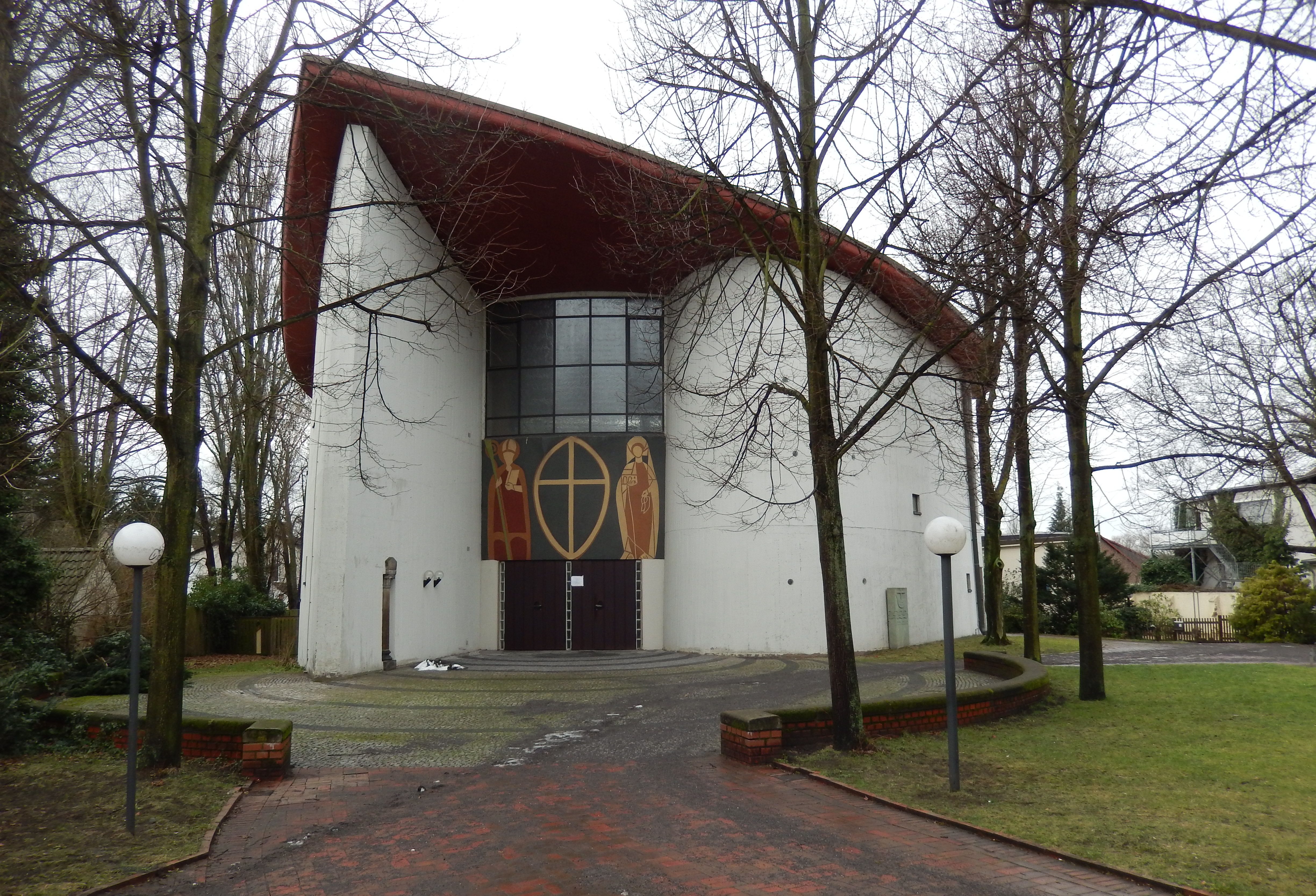
St. Adalbert in Hannover

St. Adalbert ist ein römisch-katholisches Kirchengebäude in der Stöckener Straße 43 in Herrenhausen-Stöcken, einem Ortsteil von Hannover. Die dem heiligen Adalbert von Prag gewidmete Kirche gehört seit dem 1. November 2006 zur Pfarrgemeinde St. Maria im Regionaldekanat Hannover des Bistums Hildesheim.

## Geschichte
Die Entstehung einer eigenen katholischen Kirchengemeinde für die Hannoveraner Stadtteile Leinhausen, Stöcken und Herrenhausen geht auf einen 1907 gegründeten Volksverein zurück, seit 1917 wurden regelmäßig Gottesdienste in den Lokalen „Kristallpalast“ und „Herzog Ferdinand“ gefeiert. 1927 konnte gegenüber dem Stadtfriedhof Stöcken ein Grundstück mit einem Wohnhaus, einer Gastwirtschaft und einem Tanzsaal erworben werden, der zu einem Gottesdienstraum umgestaltet und am 25. September 1927 als „St. Adalbertkapelle“ konsekriert wurde. Der Zuzug von Flüchtlingen katholischen Bekenntnisses aus den ehemaligen deutschen Ostgebieten, namentlich aus Schlesien, ließ die Gemeinde nach 1945 stark anwachsen, so dass ein selbständiger Kirchenbau notwendig wurde. Der Gründung des Kirchenbauvereins 1953 folgte am 9. Dezember 1956 die Grundsteinlegung der neuen St.-Adalbert-Kirche, die am Pfingsttag, dem 26. Mai, des Jahres 1958 fertiggestellt und vom Hildesheimer Bischof Heinrich Maria Janssen geweiht wurde. Die Erhebung zur selbständigen Pfarrei erfolgte zwei Jahre später 1960.

## Architektur
Der heutige Kirchenbau wurde 1956 bis 1958 durch den damaligen Leiter des Staatshochbauamts Hannover I, Paul Wolters, nach dem erklärten Vorbild der unmittelbar zuvor, 1950 bis 1955, von Le Corbusier errichteten Wallfahrtskapelle Notre-Dame-du-Haut in Ronchamp erbaut und bei seiner Fertigstellung „als einer der bedeutendsten katholischen Kultbauten im Bistum Hildesheim“ gerühmt. Wie dort handelt es sich um eine über asymmetrischem Grundriss errichtete Saalkirche, die in markanter Weise von einem schiffsähnlich geformten Dach geschlossen wird. Im Innern vermittelt, wie in Ronchamp, ein schmales Fensterband zwischen den massiv wirkenden Mauern und dem aufgesetzten Dach, während der Altarraum seitlich durch eine Gruppe von drei rundbogig geschlossenen Steilfenstern belichtet wird. Die ursprüngliche Betonsichtigkeit im Sinne des Brutalismus wurde bei der Restaurierung der 1980er Jahre durch Übermalen gemildert.

## Ausstattung
Die Altarwand weist das von Hans Kuhn von der Hochschule für Bildende Künste in Berlin in Sgraffitotechnik geschaffene Bild Anbetung des Lamms durch die Vierundzwanzig Ältesten der Apokalypse auf. Der Kreuzweg wurde durch Werner Kausch als tiefliegendes  Fensterband gestaltet. Den Abschluss des Taufsteins bildet die von Norbert Labenz geschaffene Statue des Propheten Jonas, die Farbgestaltung der Decke führte Bernhard Dörries aus.
Im Eingangsbereich des Kirchenneubaus wurde als Spolie eine romanische Säule mit der Inschrift Hic domus Dei est et porta cæli („Hier ist das Haus Gottes und die Pforte des Himmels“, Genesis 28,17 ) aus dem 1945 zerstörten Hildesheimer Dom übernommen. Oberhalb des Eingangs finden sich abstrahierte Darstellungen des hl. Adalbert und der hl. Hedwig als den beiden Landesheiligen von Ostpreußen und Schlesien. 2008 wurde vor der Kirche ein monumentales Kreuz aufgestellt, das zuvor an der gegenübergelegenen ehemaligen, 2007 zur Synagoge umgewidmeten evangelischen Gustav-Adolf-Kirche gestanden hatte.

## Orgel
Die Adalbertkirche erhielt 1972 eine von Gebrüder Hillebrand Orgelbau erbaute, mit Schleifladen ausgestattete Orgel mit zwei Manualen und Pedal, wobei das Brustwerk des zweiten Manual unausgeführt geblieben ist. In ihrem vollendeten Zustand sollte die Orgel folgende Disposition aufweisen:
| I Hauptwerk C–g3 |                |    |
| 1.               | Prinzipal      | 8′ |
| 2.               | Rohrflöte      | 8′ |
| 3.               | Oktave         | 4′ |
| 4.               | Gedackte Flöte | 4′ |
| 5.               | Waldflöte      | 2′ |
| 6.               | Mixtur IV–V    |    |

| II Brustwerk C–g3 |                 |    |
| 7.                | Holzgedackt     | 8′ |
| 8.                | Blockflöte      | 4′ |
| 9.                | Prinzipal       | 2′ |
| 10.               | Sesquialtera II |    |
| 11.               | Scharf III      |    |

| Pedal C–f1 |            |     |
| 12.        | Subbass    | 16′ |
| 13.        | Oktave     | 08′ |
| 14.        | Choralbass | 04′ |
| 15.        | Fagott     | 16′ |

- Koppeln: II/I, I/P, II/P